# Рыкайлово
Рыкайлово — деревня в Локнянском районе Псковской области России. 
Входит в состав Михайловской волости.
Расположена в 30 км к юго-западу от райцентра Локня, к западу от озера Локново.

## Население
| 2001 | 2002 | 2010 |
| ---- | ---- | ---- |
| 66   | ↘57  | ↘44  |

Численность населения деревни по оценке на начало 2001 года составляла 66 жителей

## История
С января 1995 до апреля 2015 года деревня входила в состав ныне упразднённой Миритиницкой волости.